# IC 1396A
IC 1396A је емисиона маглина у сазвјежђу Цефеј која се налази на листи објеката дубоког неба у Индекс каталогу.
Деклинација објекта је + 57° 23' 0" а ректасцензија 21h 35m 30,0s. IC 1396A је још познат и под ознакама LBN 452.